# Gunnlöd

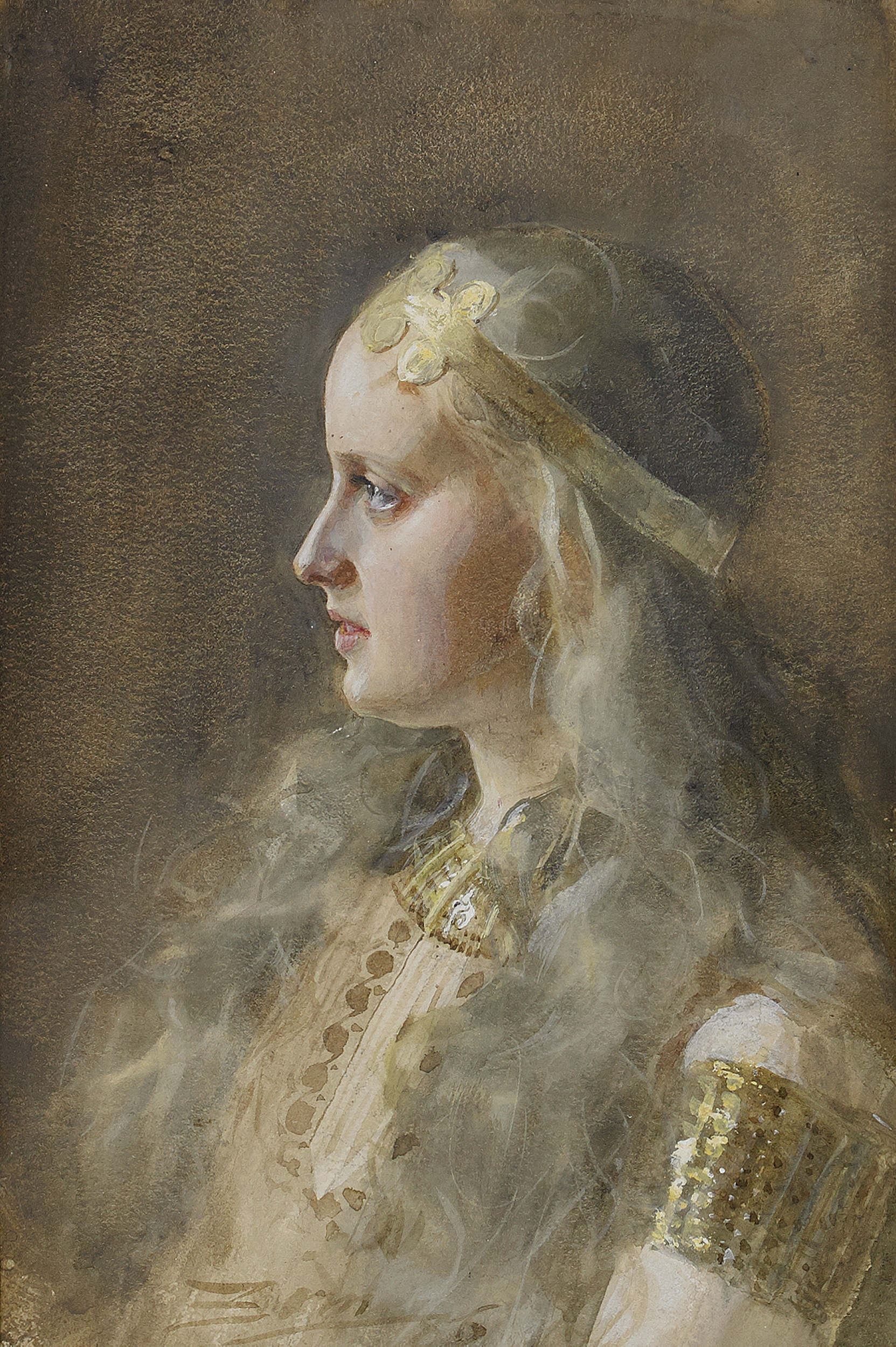
Gunnlöd, Suttungs dotter
av Anders Zorn

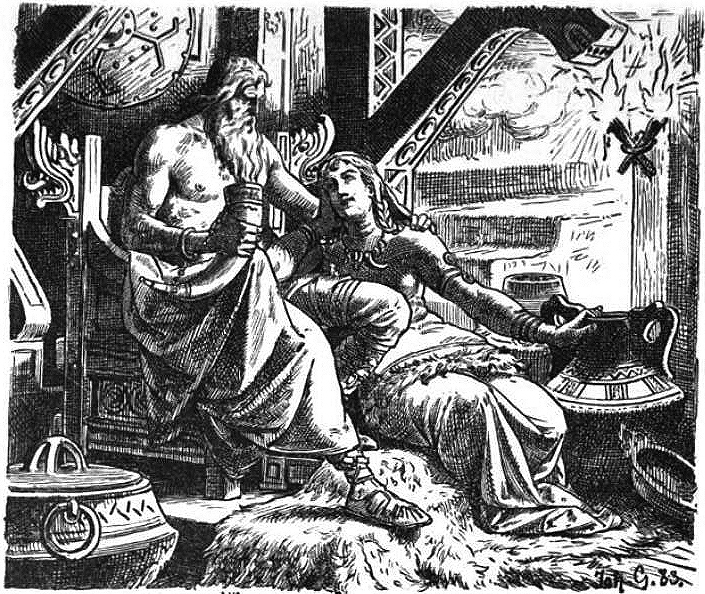
Oden och Gunnlöd av Johannes Gehrts

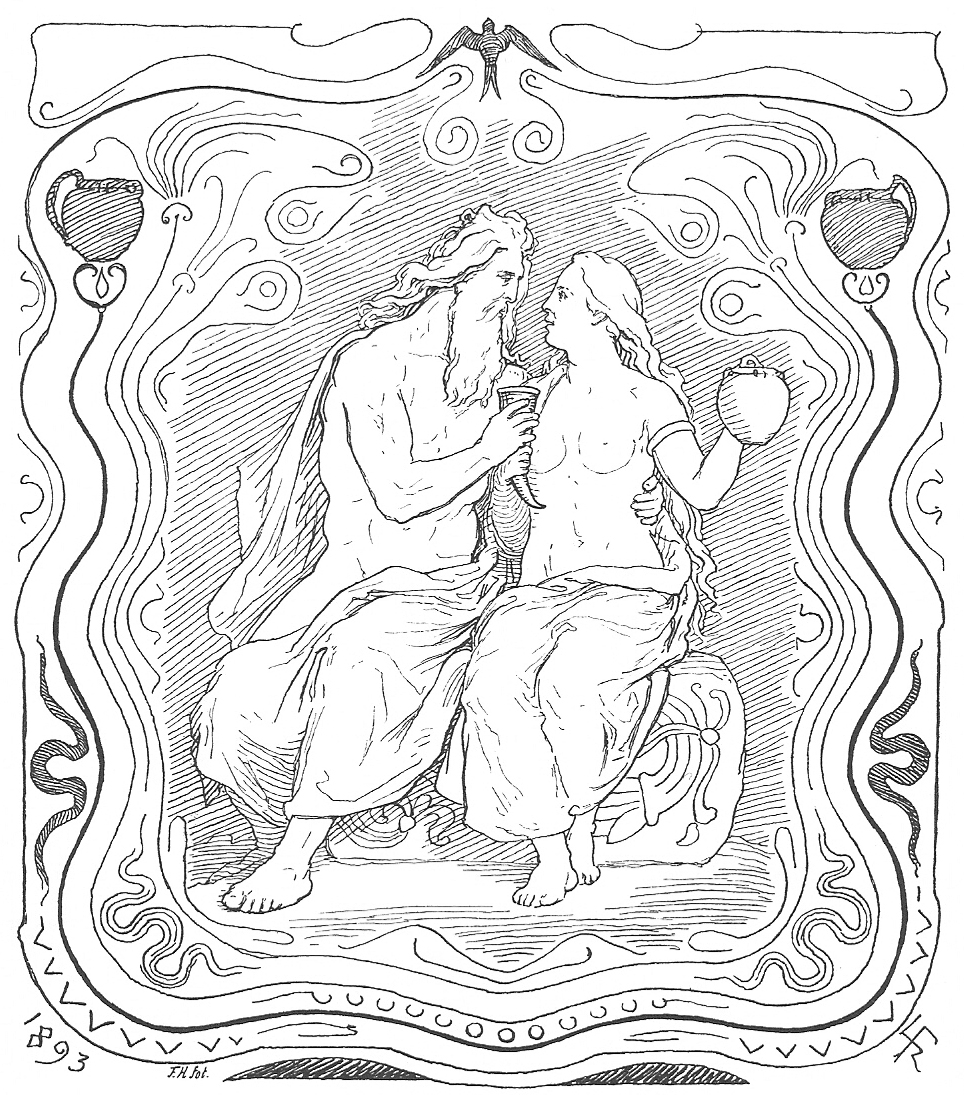
Oden och Gunnlöd. Bild av Lorenz Frølich 1895

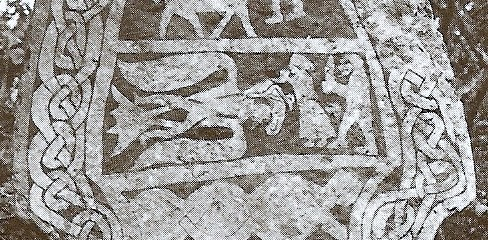
Oden, Suttung och Gunnlöd, från bildstenarna från Stora Hammars.

Gunnlöd (Gunnlǫð) är en jättinna i nordisk mytologi. Hennes far är Suttung, som en tid var ägare till det dyrbara skaldemjödet. Mjödet hade bryggts av dvärgarna Fjalar och Galar sedan de mördat den vise Kvaser. Dennes blod blandade de sedan med honung och bryggde ett mjöd som gavs den egenskapen att var och en som drack därav fick del av Kvasers visdom och blev skald. Sedan Suttungs far Gilling hade omkommit i en sjöolycka orsakad av dvärgarna, vilka därefter mördade hans änka då de inte stod ut med att lyssna till hennes gråt och jämmer, tvingades dvärgarna att i mansbot till Suttung överlåta skaldemjödet.
Suttung gömde mjödet i en kammare i klippan Hnitbjörg, där han bodde, och satte dottern Gunnlöd att bevaka det. Men i Asgård planerade Oden att stjäla mjödet.
Gunnlöd är omtalad i både den Poetiska Eddan och i Snorres Edda, men endast i samband med mjödstölden – hur Oden med list lyckas ta mjödet i besittning.

## Skáldskaparmál
Den utförligaste berättelsen om hur Oden lyckas stjäla jätten Suttungs mjöd finns i Snorre Sturlassons Edda, Skáldskaparmál, kapitel G58:
Oden arbetar en hel sommar hos Suttungs bror Bauge för att komma åt Suttungamjödet och får till slut hjälp av Bauge att borra ett hål in i berget Hnitbjörg där mjödet förvaras. I en orms hamn smyger han in genom hålet och har samlag med Gunnlöd i tre nätter, vilket hon belönar med att tillåta honom att ta tre klunkar av mjödet, en slurk för varje natt. Oden slukar då allt mjödet med tre enorma klunkar och byter till en örnhamn för att flyga hem till Asgård. Suttung klär sig också i örnhamn och försöker fånga tjuven, men de andra gudarna ställer fram kar när de ser Oden närma sig, så att Oden hinner spotta ut mjödet. Under den våldsamma jakten råkar dock Oden släppa ifrån sig några skvättar mjöd bakvägen. Detta togs inte till vara utan blev struntskaldernas lott.

## Hávamál
Berättelsen om mjödstölden finns också i Hávamál 103–110. Denna dikt, som troligen har tillkommit på 900-talet, är skriven i jag-form; det är Oden själv som berättar.
Dikten inleds med att Oden uppsöker den åldrige Suttung. Vad de språkar om sägs inte, men Oden prisar sin talförhet, och kanske ber han om dotterns hand. Redan i nästa strof står nämligen bröllopet. Brudgummen placeras i guldstol och bruden låter honom smaka det dyra mjödet. ”Tydligtvis fick endast den man rituellt smaka en munfull av mjödet, som äktade jättens dotter,” skriver Åke Ohlmarks i en kommentar till sin översättning av dikten 1948: ”Odin hycklar giftermål med Gunnlöd och får så smaka mjödet, som han snabbt dricker upp.” Därefter svalnar brudgummens intresse för Gunnlöd. Oden sjappar från sin brud – och han gör det med fara för livet, enligt honom själv. Med Rate – eller en rate (?) – lyckas han gräva sig ut genom berget där Suttung och Gunnlöd har sin bostad.
Dikten ger oss en rad disparata minnesbilder där Oden själv blickar tillbaka på vad som skett. I den strof som följer (107) känner han behov av att ursäkta sitt svek mot Gunnlöd. Trots allt hade ju sveket haft ett högre syfte: Odröre har nu ”kommit upp” till gudars och människors värld. Därefter tänker han på Gunnlöd:
”Jag undrar mycket
om jag ännu vore kommen
ut från jättarnas gärden
ifall Gunnlöd ej älskat mig,
den goda kvinnan,
som lade armen om mig.”
På vilket sätt Gunnlöd räddade honom framgår inte. Var det hon som släppte ut honom ur berget? En sak tycks i alla fall vara klar. Enligt Hávamál var svårigheten inte att ta sig in i berget, som Snorre skriver, utan att ta sig ut. Därefter följer en minnesbild från dagen efter flykten. Redan på hindradagen (hins hindra dags, strof 109) – det vill säga dagen efter bröllopsnatten – är förgrymmade rimtursar ute och letar efter den förrymde brudgummen. (Snorre har helt uteslutit denna episod.) Men av strofen framgår också att rimtursarna inte riktigt vet vem de letar efter. Oden har använt pseudonymen Bölverk (vilket också Snorre nämner), och sannolikt såg han då annorlunda ut, ty han kunde ju förvandla sitt utseende som det passade honom bäst. Diktens sista strof (110) omtalar att Oden hade svurit ring-ed (baugeiðr) då han avlade sitt brudgumslöfte, vilket gör löftesbrottet än mer oförlåtligt. (Men Snorre förtiger att det var ett äktenskap som bröts.)
Vad Oden med ”egna ord” berättar är alltså historien om ett framgångsrikt ”sol-och-vårande” i gudavärlden. Han lurade och bedrog både Gunnlöd och hennes far (110).
Mjödstölden nämns också i Hávamál 13–14, men här med en helt annorlunda vinkling. Enligt Snorre är det två kar och en kittel som guden tömmer i ett svep. I Hávamál sägs inget om kvantiteten, men Oden urskuldar sitt beteende mot Gunnlöd med att han blev full (”drucken var jag, intill döden drucken”), och han klagar över minnesförlust (omskrivet med kenningen ”glömskans häger”, óminnishegri). Dessa strofer har sedan kombinerats med andra som varnar för omåttligt drickande.

## Namnet
”Gunnlöd” är ett oväntat namn på en jättinna. Ordet ser ut att betyda ”inbjudan till strid” och skulle bättre ha passat en valkyria, kanske i rollen som mjödutskänkerska i Valhall. Men någon valkyria med namnet Gunnlöd finns inte i källtexterna. Inte heller har namnet varit populärt i kenningar. Snorre nämner dock elju Gunnlaðar som kenning för Frigg. Ordet elja förklarar han själv i ett avsnitt om poetiska synonymer: Þær konur heita eljur er einn mann eigu. (”De kvinnor kallas eljur, som är gifta med samme man.”) Elju Gunnlaðar betyder alltså ”Gunnlöds medhustru” eller ”rival”.
Äldre mytforskare har frågat sig om Odens bröllopsnatt med Gunnlöd – eller tre nätter, enligt Snorre – fick några följder. Är det kanske Gunnlöd som är mor till skaldekonstens gud Brage? Men, enligt Finnur Jónsson finns det i källorna ingen antydan om att så skulle vara fallet.